# لويس أوليفيرا غونكالفز
لويس أوليفيرا غونكالفز Luís Oliveira Gonçalves (بالبرتغالية: Luís Oliveira Gonçalves‏)، من مواليد 22 يونيو 1960 في البرتغال ، مدرب كرة قدم أنغولي.
و هو يدرب منتخب أنغولا لكرة القدم منذ عام 2003.

## روابط خارجية
- لويس أوليفيرا غونكالفز على موقع قاعدة بيانات كرة القدم.إي يو (الإنجليزية)
- لويس أوليفيرا غونكالفز على موقع ناشيونال فوتبول تيمز (الإنجليزية)
- لويس أوليفيرا غونكالفز على موقع Soccerway.com (الإنجليزية)
- لويس أوليفيرا غونكالفز على موقع عالم كرة القدم.نت (الإنجليزية)